# Dragon Ball Z: Supersonic Warriors 2
Dragon Ball Z: Supersonic Warriors 2 (ドラゴンボールZ 舞空烈戦 Doragon Bōru Zetto Bukū Ressen?) es un videojuego de lucha exclusivo para Nintendo DS basado en la popular serie de anime Dragon Ball Z. Desarrollado por Cavia inc. y distribuido por Atari, llegó al mercado estadounidense y japonés a finales de 2005 y al mercado europeo a principios de 2006. El juego es a su vez una secuela de Dragon Ball Z: Supersonic Warriors, videojuego de Game Boy Advance.

## Cambios
Al empezar el juego, solo cuenta con 3 ranuras para personajes en vez 4 (en GBA era limitado por el tamaño) y se elimina la tienda de la precuela. Además, todos los personajes tienen un número definido de DP (potencia dragón) enumerados del 1 al 7 y los jugadores no pueden sobrepasar el DP permitido (inicialmente 7). Como adicional, es posible seleccionar personajes soporte pero solo uno por batalla si la ranura de personaje o el DP lo permita. 
En batalla, se agregaron más funciones a las teclas pero los cambios de personaje solo es posible realizarlos usando la pantalla táctil. Cada personaje soporte cuenta con 3 esferas dragón que se consume una si se selecciona en la pantalla táctil. Debajo del selector de personaje aparece un botón de habilidad de equipo. Los personajes que se encuentran en batalla y que tengan una habilidad de equipo compatible es posible seleccionar esa habilidad, pero se apaga este botón si uno de los personajes fuese eliminado.
El modo historia también fue alterado: ahora es posible seleccionar etapas y desbloquear personajes, habilidades especiales y de equipo de los luchadores. Dentro de las habilidades especiales, se encuentra una habilidad EXL que es posible usarla si el personaje tiene la barra de vida en rojo y una vez por batalla. Eliminar al último enemigo del grupo con esa habilidad puede generar un Ultimate KO.
Ver los créditos o completar el tutorial, la batalla Z o el modo historia agregará una esfera adicional a los personajes soporte. Excepción: Shen Long puede revivir luchadores pero solo cuenta con la única estrella dragón.
Completar la batalla Z desbloquea el modo MAX (abreviatura de Máximo). Este modo se encuentra dividido en 3 dificultades. Pasando ciertos niveles o completando una de las dificultades aumentará los DP y completando todas las dificultades eliminará el límite de DP.

## Personajes

### Luchadores
| Personajes          | Transformaciones          | Transformaciones | Transformaciones   |
| ------------------- | ------------------------- | ---------------- | ------------------ |
| Son Gokū            | Base                      | Kaio-ken         | Super Saiyajin     |
| Gohan               | Base                      | Super Saiyajin   | Super Saiyajin 2   |
| Gohan (Adolescente) | Base                      | Super Saiyajin   | Ultimate           |
| Vegeta              | Base                      | Super Saiyajin   | Majin Vegeta       |
| Gotenks             | Base                      | Super Saiyajin   | Super Saiyajin 3   |
| Trunks del futuro   | Base                      | Super Saiyajin   | Super Saiyajin 1.5 |
| Krilin              | Base                      |                  |                    |
| Piccolo             | Base                      |                  |                    |
| Capitán Ginyu       | Base                      |                  |                    |
| Freeza              | Forma Final               | Segunda Forma    | Mecha Freeza       |
| Cooler              | Cuarta Forma              | Metal Cooler     |                    |
| Nº 18               | Base                      |                  |                    |
| Dr. Gero            | Base                      |                  |                    |
| Cell                | Segunda forma             | Cell Perfecto    |                    |
| Majin Buu           | Bueno                     | Malo (Super Boo) |                    |
| Broly               | Super Saiyajin Legendario |                  |                    |

### Soporte
- Yamcha / Tenshinhan
- Zarbon / Dodoria
- Nº17 / Nº16
- Bardock (Recarga Ki a 200)
- Babidi (Invierte controles / Vegeta se convierte en Majin Vegeta)
- Mr. Satan
- Cell Jr.
- Dabura
- Dende (Recuperación)
- Shen Long (Revive luchadores / Único uso)
- Nekomajin Z (Exclusivo de la versión japonesa)

## Recepción
El juego recibió generalmente reseñas mixtas a pósitivas de parte de la crítica especializada desde su lanzamiento.